# Parafia św. Antoniego Padewskiego w Parowej
Parafia świętego Antoniego Padewskiego w Parowej – parafia rzymskokatolicka, znajdująca się w diecezji legnickiej, w dekanacie Bolesławiec Zachód.